# Amedee Reyburn
Amedee Valle Reyburn, Jr. (Saint Louis, Missouri, 25 de març de 1879 – 10 de febrer de 1920) va ser un nedador i waterpolista estatunidenc que va competir a principis del segle xx.
El 1904 va prendre part en els Jocs Olímpics de Saint Louis, on va guanyar la medalla de bronze en la prova dels 4x50 iardes relleus lliures, junt a Gwynne Evans, Marquard Schwarz i William Orthwein. En aquests mateixos Jocs guanyà una segona medalla de bronze com a membre de l'equip Missouri Athletic Club en la competició de waterpolo.